# 十氯化五硅
十氯化五硅或十氯环戊硅烷是一种无机化合物，化学式为Si5Cl10，它是对水和空气敏感的晶体。它可由十苯基环戊硅烷和HCl反应制得，三氯化铝可作为这一反应的催化剂。它和二甲基锌反应，可以得到十甲基环戊硅烷。它和双(三甲基硅基)氨基锂在庚烷中反应，可以得到双(三甲基硅基)氨基九氯环戊硅烷。